# Associação Desportiva Classista Bradesco Atlântica
A  Associação Desportiva Classista Bradesco Atlântica foi uma entidade desportiva, fundando em 1980, entre as modalidades  que obtiveram destaque estavam os  departamentos de futsal e voleibol. No voleibol conquistou um título nacional e dois continentais na variante masculina e no feminino um título continental.

## História
O grupo Bradesco Seguros teve origem em 1935, no Rio de Janeiro, quando fundou-se a Atlântica Companhia Nacional de Seguros; já em 1971 compraram as ações do Grupo Boavista originando assim o Grupo Atlântica Boavista, no ano posterior, o grupo celebrou um acordo operacional com o conglomerado Bradesco.
Após a edição dos Jogos Olímpicos de Verão de 1980, o voleibol nacional deixava de ser amador e os atletas alcançaram a profissionalização; quando Carlos Arthur Nuzman apresentou a sugestão que o voleibol nacional adotasse o modelo que era empregado por Itália e Japão, ou seja, clube empresa, e o empresário Antônio Carlos de Almeida Braga, o “Braguinha”, foi um dos pioneiros que abraçaram a ideia, quando criou o departamento de voleibol no Clube Atlântica Boavista de Seguros, ou simplesmente, Atlântica Boavista, o clube foi fundado em 17 de julho de 1979, inscrito com CNPJ de número 30.464.598/0001-30, dissolvido em 14 de novembro de 1984, com sede no Rio de Janeiro, após êxito , outras empresas aderiram o formato, tais como: Hygia, Pirelli, Pão de Açúcar, Transbrasil, Sadia, Supergasbrás, Banespa e outras.
Um dos esportes financiados pelo empresário foi o futsal, e se tornou se tornou de fato um “clube esportivo” quando o Conselho Nacional de Desportes emitiu a deliberação nº 10/1983, que obrigava o estágio de um ano para os atletas que se transferirem para ADCs (Associações Desportivas Classistas) sem o consentimento dos clubes, isto prejudicaria o funcionamento da equipe, que teriam que aguardar um ano para utilizar seus novos contratados oriundos de clubes profissionalizados, imediatamente após tal deliberação  organizou-se sendo acatados seus pedidos de filiação junto as federações de vôlei, vela, futebol de salão, natação e atletismo, tinha também o proposito ousado na formação de atletas para disputar os Jogos Olímpicos de Los Angeles 1984.
O time de futsal da Atlântica-Boavista conquistaram o título da Taça Brasil de 1984 e no ano seguinte alcançara o vice-campeonato. Rebatizado com  alcunha  Bradesco Esporte Clube ainda alcançou os vice-campeonatos nos anos de 1986 e 1989,  e a nível estadual conquistou seis títulos nos anos de 1983, 1985 , 1986, 1987, 1988 e 1989.
No início da década de 80, um dos principais clubes empresa no masculino eram Atlântica Boavista, posteriormente ocorreria a fusão já citada com Bradesco, surgindo assim o “Associação Desportiva Classista Bradesco Atlântica”, com CNPJ de número 30.918.460/0001-64, criada em 19 de dezembro de 1980 devido ao fato de manter no elenco os principais jogadores da seleção brasileira.O Conselho Nacional de Desportos decidiu regulamentar a utilização da propaganda nos uniformes.
A iniciativa de Braguinha ocasionou além da profissionalização a criação de duas ligas nacionais para os times patrocinados, dando retorno publicitário com as marcas veiculadas estampadas nos ginásios esportivos, além de jornais, revistas e televisão, trazendo vantagem aos atletas que tinham outra ocupação profissional durante o dia e ainda assim participavam dos treinamentos noturnos, passaram a ser remunerados e dedicar em tempo integral no voleibol, e um outro problema se resolveu, a qualidade e quantidade do material esportivo, viabilizando uma nova estrutura esportiva.
O time de voleibol masculino era treinado por Bebeto de Freitas conquistou o título do Campeonato Brasileiro de 1981, no elenco tinha Renan Dal Zotto. Bernardo Rezende, Bernard Rajzman, Mário Xandó e Amauri Ribeiro, após vencer duas partidas do playoff e perder uma, derrotaram no jogo decisivo em 18 de janeiro de 1982 no Maracanãzinho  o time comandado por José Carlos Brunoro  , ou seja, a Pirelli de Santo André que contava com José Montanaro Júnior, José Roberto Guimarães, Antônio Carlos Moreno e William Carvalho da Silva, cuja partida foi prestigiada por 13 150 expectadores. Um número expressivo na época.
Na edição do Campeonato Brasileiro de 1982. Perdeu para a Pirelli, terminando com vice-campeonato, ocorrendo o mesmo na edição de 1983 ao ser derrotado por 3-2 no dia 19 de dezembro de 1983, na edição de 1984, novamente termina com o vice-campeonato, desta  diante do Fiat/Minas, perdendo a primeira partida por 3x2 no Ginásio do Mineirinho, 3-1(13-15, 15-11, 15-4 e 15-11), na segunda partida ocorrida no Maracanãzinho venceu por 3-0(15-9, 15-8 e 15-4)  e  perderam em casa numa virada histórica a terceira partida realizada em 9 de janeiro de 1985 por 2x3 (15-11,15-13,9-15,6-15 e 9-15), o time mineiro era comandado pelo lendário  Young Wan Sohn e tinha Pelé do Vôlei como uma das estrelas.
Em 1986 o time masculino terminou com o vice-campeonato no Campeonato Brasileiro de 1986 e novamente diante do Fiat/Minas, perdendo por 3-0 (16-14,16-14 e 15-10) na partida final em 31 de janeiro de 1987.Do grupo Bradesco, também foi criado em 24 de agosto de 1983 o Bradesco Esporte Clube cujo CNPJ era de número 28.017.457/0001-28, dissolvido em 1992, time feminino competi e depois foi montado o elenco feminino do Bradesco Atlântica, jogou nas categorias de base a atriz Christine Fernandes, dos 13 aos 18 anos.
Foi Bebeto de Freitas quem convenceu Braguinha a investir no time de voleibol,  e exerceu um papel administrativo não só no referido departamento, como também no basquetebol e as demais modalidades patrocinadas pelo empresário no clube.
Na mesma década, o grupo Bradesco montou também um grande time de basquete no Rio, que enfrentava uma hegemonia há do basquete paulista, e faziam parte do elenco montado Carioquinha, Marquinhos Abdalla e Paulo Villas Boas. Em 1986 anunciou a dissolução do time masculino e feminino do voleibol, ambas líderes do ranking nacional. Em 1987 o interesse do grupo realmente era de investir no basquete, sob o nome de BCN (Banco de Crédito Nacional), pequeno banco que foi comprado pelo grupo, contratou um grupo de jogadoras talentosas, formando um grupo forte, entre elas estavam Magic Paula e Janeth Arcain, durando 13 anos o time conquistou todos os títulos possíveis nacionalmente e até conquistaram o título do Mundial de Clubes de 1998, mas o grupo anunciou no ano 2000 a dissolução de forma unilateral.
Uma das forças de 1984, era modelo para outros esportes, como o atletismo pela Ultracred e na edição do Campeonato Brasileiro de 1984, variante feminina, o Bradesco Atlântica conquista pela primeira vez o título, perdendo a primeira partida dos playoffs para o Supergasbrás por 3-0 (15-3, 15-2 e 15-6),  mas venceram a segunda partida por 3-2 (12-15, 6-15, 15-10, 17-15 e 15-3) e de virada vencendo o último  jogo em 22 de janeiro de 1985  por 3-2 (3-15,8-15,16-14,15-6 e 15-6), época que eram treinadas por Marco Aurélio Motta e qualificaram-se para o Campeonato Sul-Americano de Clubes no mesmo ano, sediado em Santiago (Chile), interrompendo a sequência vitoriosa na competição do time peruano Deportivo Power obtendo esse inédito triunfo, um fato curioso aconteceu nesta conquista, as peruanas certas que iriam vencer, de alguma forma pintaram o troféu nas cores do clube, taç provocação irritou o time brasileiro e  foi uma partida muito equilibrada , placar de 3-2 reflete bem a partida com parciais de: 15-13, 13-15, 15-12, 7-15, 17-15, atuação da atacante brasileira Isabel salgado foi salutar para a conquista e mantiveram as cores do troféu, exibindo-o com  orgulho no  dia 10 de junho ao desembarcar no aeroporto do Galeão; os times das categorias de base conquistaram títulos estaduais, mas o elenco adulto não, ainda foram vice-campeãs do Campeonato Brasileiro de 1986.
O voleibol masculino ainda conquistou o título do Campeonato Carioca em  1982 como Atlântica Boa vista, além dos títulos como Bradesco no ano de 1983, outro como Atlântica em 1984 e novamente como Bradesco em 1985 e 1986, obteve resultados continentais expressivos
Na mais importante competição continental o time masculino conquistou a medalha de ouro no Campeonato Sul-Americano de Clubes de 1982 sediado no Rio de Janeiro, vencendo na final a Pirelli Esporte Clube, obtendo o vice-campeonato diante deste mesmo rival na final de 1983 em San Juan (Argentina), além de outro vice-campeonato diante do Fiat/Minas na edição de 1985 em Assunção e na revanche do ano seguinte consegue mais uma medalha de ouro na edição realizada em Santiago (Chile).

## Futsal

### Títulos e resultados
Taça Brasil de Futsal
- Campeão: 1984[5]
- Vice-campeão:1985[5], 1986[5] e 1989[5]

Campeonato Carioca de Futsal Masculino
- Campeão: 1983[6], 1985[6], 1986[6], 1987[6], 1988[6] e 1989[6]

## Voleibol masculino

### Títulos e resultados
Campeonato Sul-Americano de Clubes
- Campeão: 1982[24] e 1986[24]
- Vice-campeão: 1983[24]e 1985[24]

Campeonato Brasileiro
- Campeão: 1981[9]
- Vice-campeão: 1982[10], 1983[10], 1985[12] e 1986[13]

Campeonato Carioca
- Campeão:1982[23], 1983[23], 1984[23], 1985[23]e 1986[23]

## Voleibol feminino

### Títulos e resultados
Campeonato Sul-Americano de Clubes
- Campeão: 1985[20]

Campeonato Brasileiro
- Campeão: 1985[19]
- Vice-campeão:1986[22]